# Simone Rota
Simone Rota (ur. 6 listopada 1984 w Parañaque) – filipiński piłkarz grający na pozycji prawego obrońcy. Od 2014 jest piłkarzem klubu Stallion FC.

## Kariera piłkarska
Swoją karierę piłkarską Rota rozpoczął we włoskim klubie AC Pro Sesto. W 2003 roku awansował do pierwszego zespołu i w sezonie 2003/2004 zadebiutował w nim w Serie C2. W sezonie 2004/2005 awansował z nim do Serie C1. W trakcie tamtego sezonu był też wypożyczony do klubu SS Manfredonia Calcio. Z kolei w sezonie 2008/2009 wypożyczono go do szwajcarskiego drugoligowca, FC Lugano. W latach 2010–2012 grał w ASDC Borgomanero, a w latach 2012–2014 był zawodnikiem AC Asti.
W 2014 roku Rota został piłkarzem filipińskiego klubu Stallion FC.
| Sezon   | Klub                  | Kraj       | Rozgrywki              | Mecze | Gole |
| ------- | --------------------- | ---------- | ---------------------- | ----- | ---- |
| 2003/04 | AC Pro Sesto          | Włochy     | Serie C2               | 33    | 1    |
| 2004/05 | AC Pro Sesto          | Włochy     | Serie C2               | 25    | 1    |
| 2005/06 | AC Pro Sesto          | Włochy     | Serie C1               | 3     | 0    |
| 2005/06 | SS Manfredonia Calcio | Włochy     | Serie C1               | 7     | 0    |
| 2006/07 | AC Pro Sesto          | Włochy     | Serie C1               | 28    | 2    |
| 2007/08 | AC Pro Sesto          | Włochy     | Serie C1               | 8     | 0    |
| 2008/09 | FC Lugano             | Szwajcaria | Challenge League       | 25    | 1    |
| 2009/10 | AC Pro Sesto          | Włochy     | Serie C2               | 26    | 1    |
| 2010/11 | ASDC Borgomanero      | Włochy     | Eccelenza Piemonte     | 18    | 1    |
| 2011/12 | ASDC Borgomanero      | Włochy     | Eccelenza Piemonte     | 15    | 2    |
| 2012/13 | AC Asti               | Włochy     | Serie D                | ?     | ?    |
| 2013/14 | AC Asti               | Włochy     | Serie D                | ?     | ?    |
| 2014    | Stallion FC           | Filipiny   | United Football League | 8     | 2    |
| 2015    | Stallion FC           | Filipiny   | United Football League | ?     | ?    |
| 2016    | Stallion FC           | Filipiny   | United Football League |       |      |

## Kariera reprezentacyjna
W reprezentacji Filipin Rota zadebiutował 1 marca 2014 roku w zremisowanym 0:0 towarzyskim meczu z Malezją.